# Rhetor
Der Rhetor (altgriechisch ῥήτωρ rhḗtōr) war bei den antiken Griechen ein Redner oder – als Theoretiker – ein Lehrer der Beredsamkeit.
Gorgias von Leontinoi soll um 427 v. Chr. die in Sizilien begründete Redekunst von dort nach Athen gebracht haben. Bekannte Rhetoren waren unter anderem Isokrates, der als Vollender des kunstvollen Baus und der formalen Struktur der Rhetorik gilt, und Aristoteles, der eher Wert auf die praktischen Ziele und den sachlichen Gehalt der Rede legte.
Im 2. Jahrhundert v. Chr. kam die Rhetorik nach Rom. Die meisten römischen Rhetoriker waren auch Politiker, wie Cato der Ältere und der Meister der Rede Cicero. In der Spätantike sind besonders Themistios und Libanios von Bedeutung. Im römischen Kulturkreis bezeichnete man aber als Rhetor im engeren Sinn den Lehrer der Beredsamkeit und den ausübenden Redner als Orator.
Flavius Philostratos schrieb eine Sammlung von Biographien der Sophisten bzw. Rhetoren. Darin bezeichnete er die Zeit des 2. Jahrhunderts n. Chr. als die „zweite Sophistik“, die er auch die „Renaissance der Griechen“ nannte. Als bedeutende Vertreter gelten Aelius Aristides und Polemon von Laodikeia.

## Ursprung im Archaischen
Im 2. Jahrhundert n. Chr. ging die Rhetorik von ihrer literarischen Form in eine öffentliche Form über. Es wurde auf altertümliche und außer Gebrauch gekommene Wörter und Formen zurückgegriffen, was die Forscher durch die Satiriker des 2. Jahrhunderts nachweisen konnten.
Mit der „künstlichen Wiederbelebung alter Dialekte“ bezeichnet man die Tatsache, dass die Anzahl der Dialektinschriften in hellenistischer Zeit zurückging und erst im 2. Jahrhundert n. Chr. in Schrift und Sprache wieder auftauchte. Es handelte sich um einen Archaismus in dem Sinne, dass alles Alte als besser empfunden und nachgeahmt wurde.
Stilvorbild der Redner und Schriftsteller war das geschriebene Attische des 4. u. 5. Jahrhundert v. Chr.: Gorgias von Leontinoi, Protagoras, Hippias von Elis und weitere.
Die Rhetorik wurde dabei zu einer „ars“, einer Kunstsprache, die strengen Regeln unterlag. Wer das Talent hatte sich der alten Formen zu bedienen, konnte sich damit profilieren. Die Rhetorik wurde zur Gelehrtensprache. Mit ihrer Benutzung konnten sich Gelehrte von der Umgangssprache der einfachen Leute abheben. Sie wies den Benutzer der Zugehörigkeit zur Oberschicht aus.

## Herkunft und Umfeld
Die Rhetoren kamen fast immer aus den angesehenen und reichen Familien, die sich Lehrgelder, öffentliche Schenkungen und Reisen leisten konnten, und hatten seit Generationen Beamtenposten inne. Dank ihrer Beziehungen konnten sie sich Gehör und Sympathie beim Herrscher verschaffen, was der jeweiligen Stadt, in der der Rhetor seine Rede vortrug, zugutekam.

## Rhetor und Publikum
Das Publikum der Rhetoren waren die griechischen bzw. hellenistischen Stadtbewohner, die seit dem Prinzipat die östlichen Provinzen des römischen Reiches bewohnten und so unter der Herrschaft der Römer standen. Die Kunst bestand darin, die unteren und die oberen Schichten anzusprechen und zu überzeugen. Die konkrete Bildungslage des Publikums ist jedoch ungeklärt. Vermutlich wurden nicht alle Anspielungen verstanden, da es eine hohe Zahl von Analphabeten gab. Dennoch wurde absichtlich auf die ältere Literatur (z. B. die „Ilias“) angespielt. Über die Wiedererkennung bekannter Werke gewann der Rhetor die Sympathie des Publikums für sich. Mit der Erinnerung an die Bildung und Kultur, die lokale mythische Tradition und mittels der alten Sprachen der Griechen sollte ihre wenig ruhmreiche Geschichte kompensiert werden.

## Sophistik im Verhältnis zum sozialen System
Die wenigen Spezialisten konnten aufgrund ihres Wissens die Geschichte in jede Richtung manipulieren und so ihre eigene Sicht zur Schau stellen.

### Herrschende Elite
Sie erreichte durch die Reden der Rhetoren eine Festigung ihrer Herrschaft und des sozialen Friedens. Deswegen lag den Sophisten so viel daran ihr Publikum zu finden.

### Publikum der Griechen
Die eigene empfundene Machtlosigkeit der Griechen wurde dadurch, dass die Beherrschung durch die Römer mit der eigenen kulturellen Überlegenheit kompensiert wurde, vor sich selbst gerechtfertigt. Daher zogen die sophistischen Auftritte ein Massenpublikum an.
Als Gegenleistung für ihre Dienste empfingen die Rhetoren:
- Immunitäten wie Steuerfreiheit, Freiheit von Verpflichtungen gegenüber der Stadt wie den Militärdienst oder die Quartierungspflicht,
- Ehrungen wie Statuen und Verleihung der Bürgerschaft (einer fremden Stadt),
- Ämter wie den Senat, in seltenen Fällen das Konsulat.

## Sophistik im Verhältnis zum politischen System

### Eingleisigkeit der Rede
Der Sprecher stellte eine Art Bildungsmonopol dar, während das Publikum passiv blieb. Das Prinzip der Passivität stellte gleichzeitig das politische System dar: Die Entscheidungen des Rates wurden von der Volksversammlung nur formal bestätigt. In ihr wurden Scheindebatten geführt, während sich die Honoratioren längst im Hintergrund geeinigt hatten.

## Aufbau der Rede

### Vorprogramm
Im Vorprogramm begrüßte der Rhetor sein Publikum entspannt auf dem Boden und stellte sich so auf eine Stufe mit ihm, u. a. mit der „captatio benevolentiae“, einer Reverenz an das Publikum und seine Heimatstadt. In Wahrheit gehörte er aber zur Elite.

### Hauptvortrag
Der Rhetor ließ sich Themen für die große improvisierte Rede vom Publikum geben. Daraufhin wählte es eines davon aus.

## Antike und mittelalterliche Rhetoriker

### Frühe Lehrer der Redekunst
- Korax, Begründer der Rhetorik in Sizilien
- Teisias aus Syrakus, Begründer der Rhetorik
- Gorgias von Leontinoi, Redner und Sophist, Lehrer der Rhetorik
- Prodikos von Keos, griechischer Sophist und Rhetor
- Alkidamas von Elaia, griechischer Sophist und Rhetor, Rivale des Isokrates

### Redner im Peloponnesischen Krieg
- Perikles, athenischer Staatsmann und Feldherr
- Brasidas, spartanischer Feldherr
- Kleon, athenischer Demagoge
- Nikias, athenischer Staatsmann und Feldherr
- Alkibiades, athenischer Feldherr und Demagoge
- Hermokrates, syrakusanischer Staatsmann und Feldherr

### Zehn Attische Redner
- Antiphon von Rhamnus
- Andokides
- Lysias
- Isokrates
- Isaios
- Aischines
- Lykurgos
- Demosthenes (Meister der Philippika)
- Hypereides
- Deinarchos

### Spätere griechische Redner
- Aristogeiton (Rhetor)
- Hermagoras von Temnos, Schule von Rhodos
- Hegesippus von Athen
- Nikokles von Sparta

### Römische Oratoren
- Quintus Hortensius
- Marcus Porcius Cato („Ceterum censeo“)
- Gaius Scribonius Curio
- Marcus Tullius Cicero (letzter großer Verteidiger der Römischen Republik)
- Gaius Licinius Macer Calvus (Dichter und Orator)
- Seneca der Ältere, Vater des bekannteren Dramatikers und Lehrers von Nero
- Gnaeus Domitius Afer
- Marcus Fabius Quintilianus
- Claudius Aelianus meliglossos ‚Honigzunge‘
- Eumenius
- Nazarius
- Decimius Magnus Ausonius

### Christliche Prediger
- Paulus von Tarsus
- Petrus der Eremit (rief zum 1. Kreuzzug auf)